# Роквілл (Індіана)
Роквілл (англ. Rockville) — місто (англ. town) в США, в окрузі Парк штату Індіана. Населення — 2510 осіб (2020).

## Географія
Роквілл розташований за координатами 39°45′59″ пн. ш. 87°13′46″ зх. д. / 39.76639° пн. ш. 87.22944° зх. д. (39.766458, -87.229465).  За даними Бюро перепису населення США в 2010 році місто мало площу 3,87 км², уся площа — суходіл.

## Демографія
Згідно з переписом 2010 року, у місті мешкало 2607 осіб у 1212 домогосподарствах у складі 679 родин. Густота населення становила 674 особи/км².  Було 1394 помешкання (361/км²).
Расовий склад населення:
| - 98,7 % — білих - 0,5 % — корінних американців - 0,2 % — азіатів - 0,1 % — чорних або афроамериканців |

До двох чи більше рас належало 0,5 %. Частка іспаномовних становила 0,7 % від усіх жителів.
За віковим діапазоном населення розподілялося таким чином: 20,9 % — особи молодші 18 років, 56,8 % — особи у віці 18—64 років, 22,3 % — особи у віці 65 років та старші. Медіана віку мешканця становила 44,8 року. На 100 осіб жіночої статі у місті припадало 87,8 чоловіків;  на 100 жінок у віці від 18 років та старших — 82,5 чоловіків також старших 18 років.
Середній дохід на одне домашнє господарство  становив 37 546 доларів США (медіана — 26 035), а середній дохід на одну сім'ю — 47 845 доларів (медіана — 36 563). Медіана доходів становила 35 304 долари для чоловіків та 26 614 долари для жінок. За межею бідності перебувало 24,3 % осіб, у тому числі 26,1 % дітей у віці до 18 років та 18,7 % осіб у віці 65 років та старших.
Цивільне працевлаштоване населення становило 1108 осіб. Основні галузі зайнятості: виробництво — 17,6 %, освіта, охорона здоров'я та соціальна допомога — 14,6 %, мистецтво, розваги та відпочинок — 14,4 %.